# Ditte Hansen
Ditte Hansen (født 6. december 1970 i København) er en dansk skuespillerinde og forfatter kendt fra tv-serien og filmen Ditte & Louise samt hendes optrædener i Cirkus-Revyen.
Ditte Hansen har sammen med Louise Mieritz, skrevet og instrueret TV-Serien “Dansegarderoben”

## Karriere
Hun er uddannet fra Skuespillerskolen ved Odense Teater i 1996 og i 1996-98 fastansat på Odense Teater.
Hun fik sin filmdebut i Hella Joofs komediedrama Oh Happy Day. Hun debuterede i Cirkus Revyen i 2006. Hun var vært ved uddelingen af Årets Reumert i maj 2010 og igen i 2011. I 2012 optrådte hun på tv bl.a. som retsmediciner i Forbrydelsen III og diverse roller i satireprogrammet I hegnet på DR1. Mellem 2015 til 2018 var hun aktuel med Ditte & Louise overfor Louise Mieritz, på tværs af to sæsoner og en biograffilm. I 2019 udgav de bogen Gode Kasser.

## Privat
Hun er gift med skuespilleren Benjamin Boe Rasmussen.

## Filmografi

### Film
| År   | Titel                                   | Rolle               | Noter                    |
| ---- | --------------------------------------- | ------------------- | ------------------------ |
| 2004 | Oh Happy Day                            | Kirsten             |                          |
| 2005 | Far til fire - gi'r aldrig op           | Frk. Suhr           |                          |
| 2006 | Lotto                                   | Apotekerdame        |                          |
| 2007 | Just Another Love Story                 | Kirsten             |                          |
| 2007 | De unge år: Erik Nietzsche sagaen del 1 | Filosofilærer       |                          |
| 2008 | Blå mænd                                | Hanne               |                          |
| 2010 | Far til fire - på japansk               | Frk. Suhr           |                          |
| 2010 | Min søsters børn vælter Nordjylland     | Mor                 |                          |
| 2010 | Parterapi                               | Nanna               |                          |
| 2012 | Min søsters børn alene hjemme           | Mor                 |                          |
| 2013 | Min søsters børn i Afrika               | Mor                 |                          |
| 2015 | Iqbal & den hemmelige opskrift          | Psykologen Jeanette |                          |
| 2016 | Iqbal og superchippen                   | Psykologen Jeanette |                          |
| 2018 | Ditte & Louise                          | Ditte               | Også manuskriptforfatter |
| 2018 | Mødregruppen                            | Ansat i statsamtet  |                          |

### TV-serier
| År   | Titel                   | Rolle        | Noter                        |
| ---- | ----------------------- | ------------ | ---------------------------- |
| 2003 | Er du skidt, skat?      | Maja         |                              |
| 2008 | Sommer                  | Daniels mor  | Afsnittet "Del 4".           |
| 2009 | Pagten                  | Anne         | Julekalender                 |
| 2010 | Lærkevej                | Dorthe       | Afsnittet Den frække stilhed |
| 2012 | I Hegnet                | Flere roller | Også manuskriptforfatter     |
| 2015 | Ditte & Louise: Sæson 1 | Ditte        | Også manuskriptforfatter     |
| 2016 | Ditte & Louise: Sæson 2 | Ditte        | Også manuskriptforfatter     |

## Revy og teater
- Cirkusrevyen 2013
- Cirkusrevyen 2012
- Cirkusrevyen (2011)
- Cirkusrevyen (2010)
- Cirkusrevyen (2009)
- Pornotopia (2009)
- Cirkusrevyen (2008)
- Shopping på Camp X 2008
- Bitterfissen på Nørrebro Teater (2008)
- Cirkusrevyen (2007)
- Cirkusrevyen (2006)
- Arbejddigfri.com (2005)
- Undskyld! (2005)
- Snart kommer tiden på Det Danske Teater (2004)
- Krig på Kalejdoskop (2004)
- Stormen på Kalejdoskop (2003)
- Bornholmerrevyen (2003)
- Jeppe på Aveny-T (2002)
- Vækkelse på Kelejdoskop (2001)
- Party på Aalborg Teater (2000)
- No på Nørrebros Teater (2000)
- Det fedtede slips – et Dan Turell show på Bådteatret (1999)
- The Black Rider på Aalborg Teater (1999)
- Først bli’r man jo født på Dr. Dantes Aveny (1998)